# Mörkryggig tandvaktel
Mörkryggig tandvaktel (Odontophorus melanonotus) är en hotad sydamerikansk fågel i familjen tofsvaktlar inom ordningen hönsfåglar.

## Utseende
Mörkryggig tandvaktel är en mörk, skogslevande hönsfågel. Den är överlag mörkbrunt färgad med otydlig rostfärgad marmorering. Det enda tydliga kännetecknet är att strupen och övre delen av bröstet är djupt rost- eller kastanjebruna.

## Utbredning och systematik
Fågeln förekommer i ett begränsat område i västra Anderna i nordvästra Ecuador (Esmeraldas, Carchi, Imbabura, Pichincha och Cotopaxi) och i sydvästra Colombia (Nariño). Den behandlas ibland som samma art som rödpannad tandvaktel (O. erythrops), svartfläckig tandvaktel (O. hyperythrus) och rödbröstad tandvaktel (O. speciosus). Troligen står den allra närmast speciosus.

## Levnadssätt
Mörkryggig tandvaktel påträffas i fuktiga subtropiska skogar, framför allt i ostörda täta sådana på mellan 1100 och 1900 meter över havet. Den har även påträffats födosökande i mer öppen ungskog med tät undervegetation på branta sluttningar. Fågeln hittas vanligen i familjegrupper med 2-10 individer som, framför allt i gryningen under regnperioden hörs ropa en trestavigt livfull fras i duett. Nykläckta ungar har hittats i juli och augusti. Den lever av marklevande ryggradslösa djur och frukt.

## Status och hot
Fågeln verkar tämligen vanlig i hela sitt utbredningsområde i Ecuador och är fortfarande vanlig i naturreservaten Río Ñambí och La Planada Nature Reserves i Colombia. Världspopulationen uppskattas till mellan 9 200 och 13 800 individer. Den tros minska i antal, dock inte tillräckligt kraftigt för att anses vara hotad. IUCN kategoriserar den som livskraftig.